# Przewoźniki (Polska)
Przewoźniki – wieś w Polsce, położona w województwie lubuskim, w powiecie żarskim, w gminie Trzebiel.
W latach 1975–1998 miejscowość administracyjnie należała do województwa zielonogórskiego.